# Feuerwehr-Flugdienst

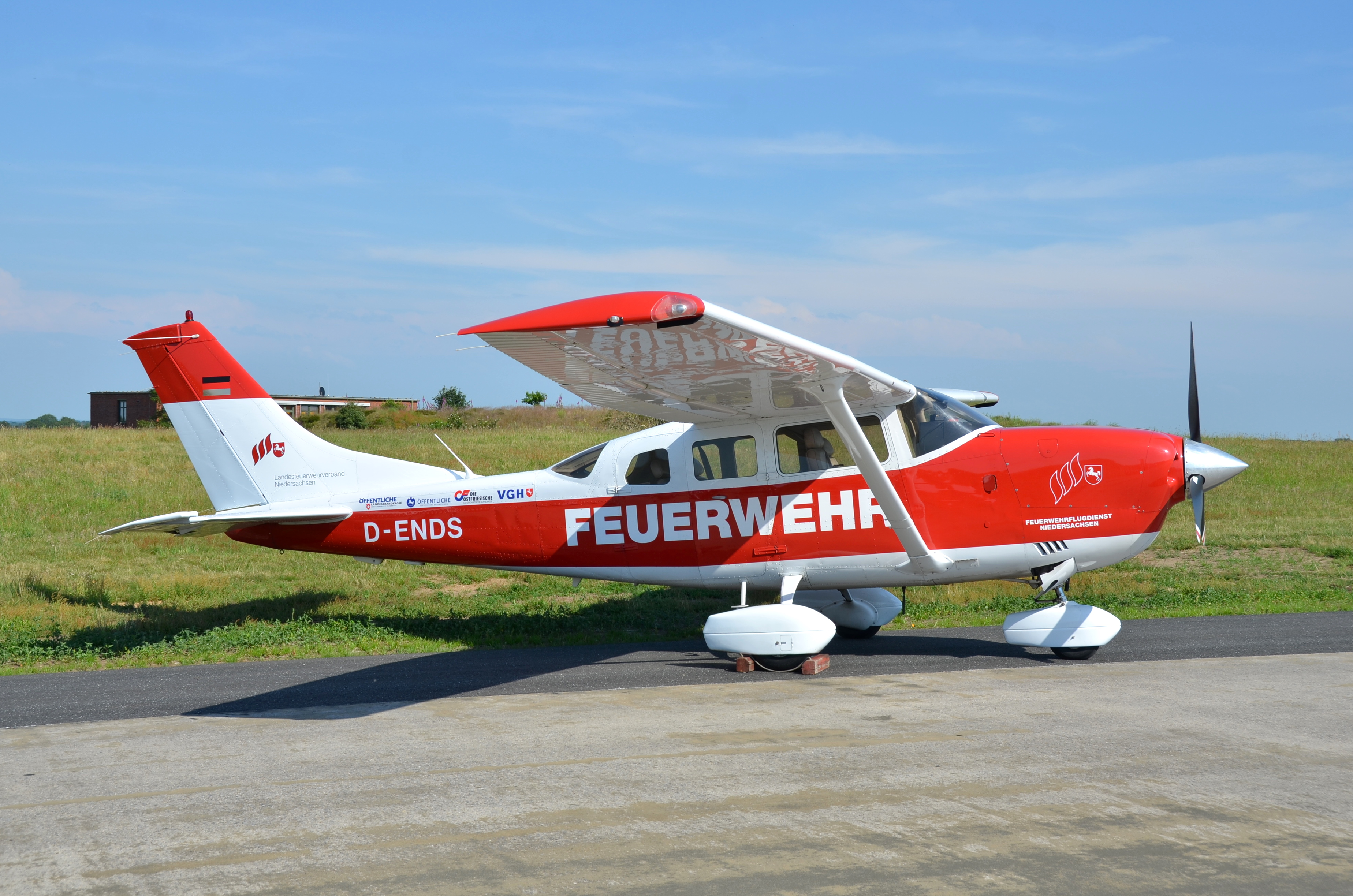
Cessna 206H Stationair des Feuerwehrflugdienstes Niedersachsen

Der Feuerwehr-Flugdienst Niedersachsen (FFD) ist eine Einrichtung des Landesfeuerwehrverbandes Niedersachsen e. V. (LFV-NDS) zur Waldbrandbeobachtung und -bekämpfung.

## Organisation
Der Flugdienst untersteht dem Landesfeuerwehrverband Niedersachsen, der zur Koordinierung den Arbeitskreis „Feuerwehr-Flugdienst“ einsetzt. Der Feuerwehr-Flugdienst wird von dem Referenten für den Feuerwehr-Flugdienst und bei dessen Verhinderung von einem Stellvertreter geleitet. Der Referent und dessen Vertreter werden vom Vorstand des LFV bestellt.
Der Referent für den Feuerwehr-Flugdienst ist gleichzeitig Vorsitzender des Arbeitskreises „Feuerwehr-Flugdienst“. An jedem Stützpunkt ist ein Stützpunktleiter eingesetzt. Jedem Stützpunktleiter stehen mehrere Piloten und Luftbeobachter zur Verfügung.
Piloten und Luftbeobachter sind aktive Mitglieder einer Feuerwehr, wobei die Luftbeobachter mindestens über eine Ausbildung zum Zugführer verfügen müssen.
Die Tätigkeit im Feuerwehr-Flugdienst ist freiwillig. Die Angehörigen im Feuerwehr-Flugdienst Niedersachsen erfüllen ihre Aufgaben ehrenamtlich und unentgeltlich.
Zusätzlich fliegen Forstbeamte, die von der Forstverwaltung zeitweilig abgeordnet und als Luftbeobachter ausgebildet sind, bei allen Einsätzen mit.
Die geplanten Einsätze des Feuerwehr-Flugdienstes werden vom Niedersächsischen Landesamt für Brand- und Katastrophenschutz koordiniert. Die Einsatzführung und Anforderung erfolgt über die kooperative Leitstelle Lüneburg.

## Einsatzspektrum
Zu den Hauptaufgaben zählt neben der frühzeitigen Erkennung von Wald- und Flächenbränden die Unterstützung der Einsatzleitung auf der Erde durch detaillierte Lagemeldungen aus der Luft. Der Feuerwehr-Flugdienst übermittelt als „fliegendes Auge“ weiter einsatzkritische Informationen über den Verlauf eines Feuers und koordiniert die am Boden befindlichen Einsatzkräfte im Einsatzgebiet.
2010 wurden kumuliert an 41 Einsatztagen Flüge absolviert. Dabei wurden 60 Brände entdeckt und 37 Feuerwehrfahrzeuge im Einsatz eingewiesen.

## Geschichte
Gegründet wurde die Einrichtung 1962 in Fallersleben. Zu Beginn wurden die beiden Standorte Peine und Lüneburg betrieben, 1989 kam der Standort Damme hinzu.
Zum Jahresende 2007 wurde die Flotte modernisiert. Die ehemaligen Maschinen des Typs Cessna 182 in Lüneburg (D-ELRP) und Peine (D-ECJG) sowie die Cessna 172 D-EBAG in Damme wurden außer Dienst gestellt und verkauft. Als neues Muster wird seit 2008 die Cessna 206 geflogen, von der zwei Maschinen angeschafft worden sind. Der Stützpunkt Damme ist seit der Außerdienststellung ohne Flugzeug geblieben.
An den Stützpunkten Lüneburg (D-ENDS) und Peine-Eddesse (D-EFVP) wurde jeweils eine neue Maschine stationiert. Nach Schließung des Flugplatzes Peine-Eddesse im April 2010 wurde das Flugzeug D-EFVP zum Flugplatz Hildesheim verlegt.

## Fluggerät und Stützpunkte
Der Feuerwehr-Flugdienst hat derzeit zwei moderne Maschinen des Typs Cessna 206 im Einsatz. Die Flugzeuge sind mit BOS-Funk und GPS-Geräten zur Satellitennavigation ausgestattet.
Nach der Außerdienststellung des alten Flugzeuges 2007 blieb der Standort Damme ohne Flugzeug. Im Jahre 2016 fiel dann die politische Entscheidung, den Stützpunkt Damme zu schließen.
Somit verbleiben die folgenden zwei aktiven Standorte des Feuerwehr-Flugdienstes:
- Standort Lüneburg: Flugplatz Lüneburg, Luftfahrzeugkennzeichen D-ENDS
- Standort Hildesheim: Flugplatz Hildesheim, Luftfahrzeugkennzeichen D-EFVP